# Erosionskorrosion
Erosionskorrosion ist ein Werkstoffabtrag infolge von mechanischem Oberflächenabtrag (Erosion) und Korrosion. Laut Definition wird diese Art der Korrosion durch einen erosiven Angriff auf die Schutzschicht ausgelöst. Bevorzugt unterliegen Rohrleitungen und Anlageteile dieser besonderen Form der Korrosion, die von Flüssigkeiten oder einem Zweistoffsystem wie Wasser/Dampf mit höherer Geschwindigkeit und/oder abrasiven Teilchen durchströmt werden. Zusätzlich muss zur Erosion der Schutzschichten, die überwiegend aus Metalloxiden bestehen, ein korrosiver Angriff durch das strömende Medium auf die Metalloberfläche mit ungünstigem pH-Wert und Sauerstoff- und Elektrolytgehalten vorliegen.
Als Folge der Erosionskorrosion tritt ein Materialabtrag an der betroffenen Komponente und ein Materialtransport im strömenden Medium, sowohl in Einphasenströmung (Wasser) als auch in Zweiphasenströmung (Wasser/Dampf) auf.
Erosionskorrosion verursacht nach dem Wegspülen der Schutzschichten Abtragungen, die meist von einem Angriffspunkt ausgehen. Der Materialabtrag tritt im Allgemeinen in Form von glatten, teilweise metallisch glänzenden Auswaschungen auf. Die abgetragene Oberfläche zeigt muldenartige, wellige oder schulterartige Strukturen.
Die Abtragung der Schutzschicht erfolgt bevorzugt über Strömungsturbulenzen, so dass Störstellen wie zum Beispiel Kanten, Erhebungen, Vertiefungen oder Umlenkungen besonders gefährdet sind.
Die Kavitationserosion führt zu vergleichbaren Schäden, wird aber von physikalisch bedingten Ursachen – beispielsweise hoher Strömungsgeschwindigkeit – verursacht. Korrosionschemische Einflüsse sind nicht die Auslöser dieser Art der Erosion, können aber verstärkend wirken.

## Einflussgrößen
Die fehlende Sättigung der wandnahen Flüssigkeitsschicht mit oxidschichtbildenden Korrosionsprodukten ist eine der Ursachen für die Entstehung von Erosionskorrosion. Dies geschieht infolge eines schnellen Stoffaustausches der Grenzschicht mit der Kernströmung.
Erosionskorrosion tritt demzufolge nur dann auf, wenn Passivschichten (oder allgemeiner: die Korrosion hemmende Oxidschichten) auf der Metalloberfläche entfernt werden. Eine Erhöhung des Chromzuschlags im Stahl erhöht schon weit unterhalb der Passivität (>12 bis 13 Gew.%) die Beständigkeit gegenüber der Erosionskorrosion.
Wenn die Abtragegeschwindigkeit durch das Medium höher ist als die Geschwindigkeit der Neubildung einer Schutzschicht durch elektrochemische Reaktion, kann Erosionskorrosion auftreten.
Die Bildung von Eisenoxiden – und damit die Schutzschichtbildung in der wandnahen Grenzschicht (metallisches Eisen | Eisenoxide) – ist also geringer als die erosive Abtragung in diesem Bereich. Voraussetzungen sind somit, dass nicht mehr Eisen- und Hydroxid-Ionen in dieser Grenzschicht gebildet werden, als durch Konvektions- und Diffusionsvorgänge diesen Bereich verlassen. Neben dem pH-Wert sind Sauerstoffgehalt und Temperatur des Wassers wichtige Parameter für die Vermeidung dieser Korrosionsart.

## Parameter
Aufgrund zahlreicher Laboruntersuchungen ist bekannt, welche Parameter einen Einfluss auf die Entstehung von Erosion bzw. Erosionskorrosion haben. Neben den bereits angeführten Parametern pH-Wert, Sauerstoffgehalt und Temperatur sind dies Werkstoffart und Legierungsbestandteile und geometrische Verhältnisse im Korrosionsbereich mit der örtlichen Strömungsgeschwindigkeit.

## Vorkommen
Ausgehend von Überlegungen, dass Erosionskorrosion nur in der flüssigen Phase vorkommt, kann dies auch auf zweiphasige Strömungen (Wasser/Wasserdampf) bezogen werden, wenn man davon ausgeht, dass ein zusammenhängender Flüssigkeitsfilm auf der Wandoberfläche vorhanden ist und für den Erosionsvorgang als maßgebende Strömungsgeschwindigkeit die Wassergeschwindigkeit im wandnahen Film herangezogen wird. Betroffen sind insbesondere un- oder niedriglegierte Stähle (mit geringem Chromzuschlag) in einem Temperaturbereich von 80 bis 250 Grad Celsius, wobei ein maximaler Materialabtrag in einem Temperaturbereich von ca. 140–160 Grad Celsius zu erwarten ist.